# Clock
Clock — шведская сеть ресторанов быстрого питания.

## История

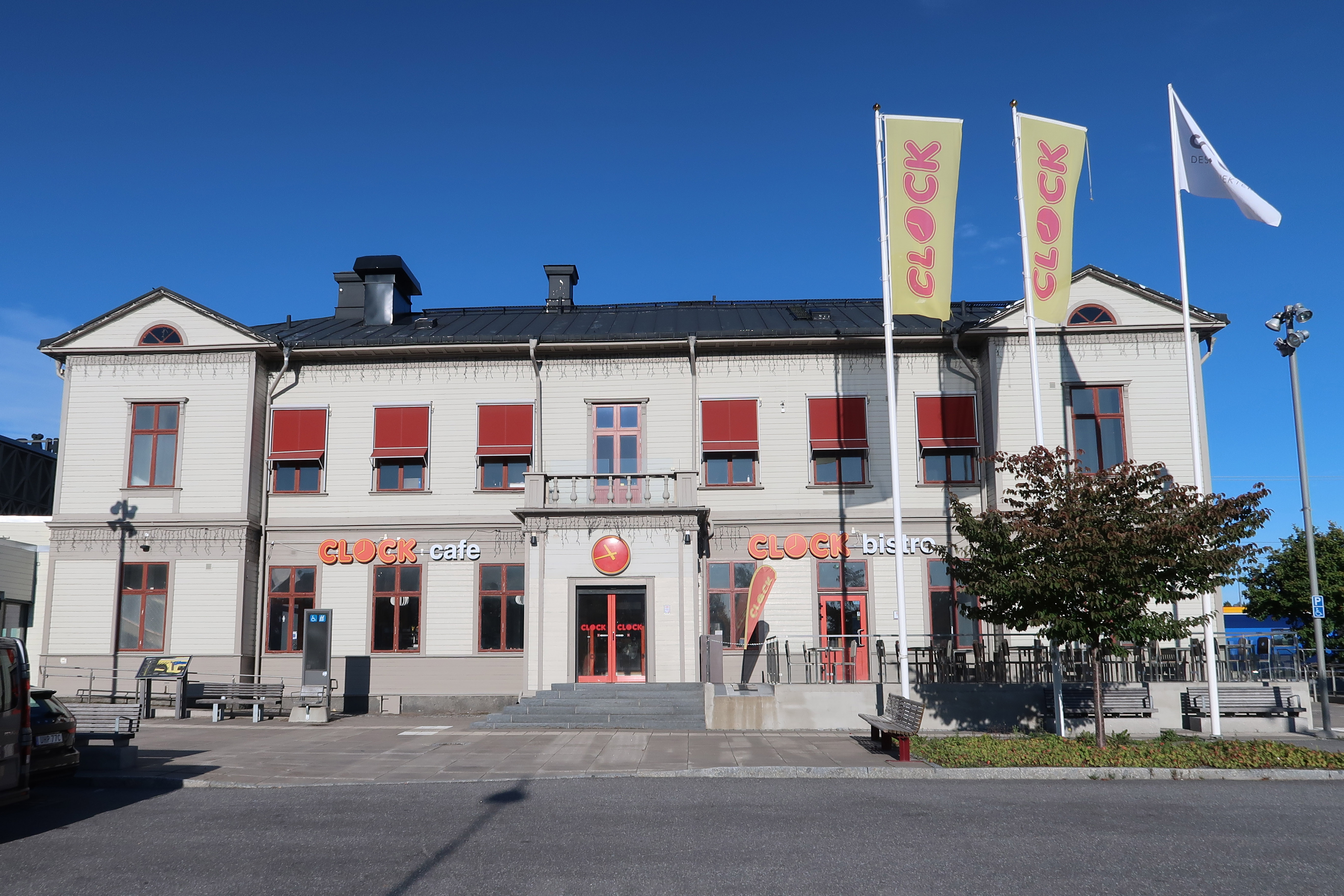
Ресторан сети Clock в городе Хернёсанд, 2020 г.

Была основана в 1970-х годах филиалом американской компании Carrols.
Как и Carrols, Clock использовала концепт сети McDonald's с похожими названиями гамбургеров (пример: Big Clock — Биг Мак). Сеть была популярна в 1970—е и в 1980—е, при этом сеть появилась в Китае, но в 1990—х годах у сети ресторанов были проблемы с финансами, из-за чего сеть стала продавать или закрывать рестораны. В 1996 году Clock продала 6 ресторанов (4 в Стокгольме и 2 в Гётеборге) компании McDonald’s. В том же году, как часть новой бизнес-стратегии, компания купила гостинично-ресторанную компанию Provobis, у которой был тот же основной владелец, Рольф Лундстрем, который таким образом консолидировал свои активы. Он также попытался сократить своё собственное владение ресторанами и увеличить число ресторанов с франшизой, но к 1998 году осталось только 14 ресторанов Clock, из которых шесть были проданы в том же году, а остальные восемь — в начале 1999 года. Provobis была куплена в 2000 году крупной корпорацией Scandic Hotels.
Сеть McDonald's продолжала расширяться в Швеции в течение этого периода (как и другие американские сети, такие как Burger King и Pizza Hut), но в интервью в 1996 году генеральный директор Clock объяснил проблемы своей компании в связи с растущей конкуренцией со стороны других сетей ресторанов быстрого питания, таких как сети ресторанов с кебабом и сэндвичами.
Логотип сети Clock с 2007 года является зарегистрированной торговой маркой шведской компании F&S.